# 家内制手工業
家内制手工業（かないせいしゅこうぎょう）は、工業の一形態。生産者（とその家族）は、生産に必要な資本を直接所有している。
実際の作業の中心は職人による「手仕事」であり、生産に道具が必要である場合や、その取り扱いに熟練を要するのが一般的である。

## 問屋制家内工業との関連性
家内制手工業は、富の蓄積具合によって次の２通りの変化を起こしやすい。
1. 富の蓄積が進み、受注量が増大すると、蓄積した資金で設備投資をし、これを他人に貸し出して仕事を発注し、生産物を買い取る問屋制家内工業へ変化する。しかし、このシステムは設備があちこちの家に分散し、進捗管理が困難になるため、その後設備と作業者を一箇所に集めた工場で生産する工場制手工業（マニュファクチュア）へ変化する。
2. 富の蓄積が十分に進まない家では、仕事の不足分を問屋制手工業における問屋からの受注で補うようになり、やがて自前の設備を放棄し、工場制手工業における労働者となる。

## 家内制手工業が温存される例
全国各地の伝統工芸品を扱う産業は、次の３つの要素を満たすものが多い。
- 地域性の高いものを生産している。
- 機械化の難しい技術を含んでいる。
- 価格弾力性が非弾力的な商品